# Église Saint-Sébastien de Negombo

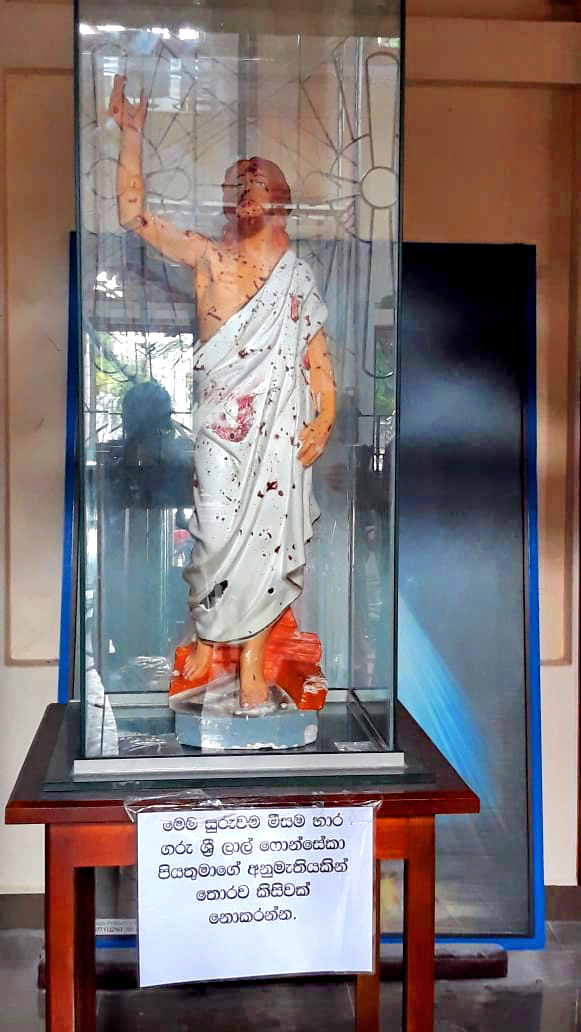
La statue du Christ ressuscité, dont l'habit est entaché du sang des victimes de l'attentat

Pour les articles homonymes, voir Église Saint-Sébastien.
L'église Saint-Sébastien est un édifice religieux catholique située dans le quartier de Katuwapitiya, à Negombo, une ville un peu au nord de Colombo, au (Sri Lanka).  

## Histoire
Le dimanche 21 avril 2019, durant la célébration liturgique de la fête de Pâques, l'église (et l'assemblée chrétienne) fut un des sites visés par une série d'attaques à la bombe perpétrées à travers le Sri Lanka. Selon les médias sri-lankais, au moins 93 personnes ont été tuées lors de l'explosion d'un kamikaze. D'après l'UNICEF, 27 enfants furent tués et 10 autres blessés. 
Le président Maithripala Sirisena visita l'église pour exprimer sa sympathie et inspecter les dommages. Les funérailles des victimes furent célébrées dans les locaux de l'église par le cardinal Malcolm Ranjith, archevêque de Colombo. 